# Herman Melville
Herman Melville, ameriški pisatelj in pesnik, * 1. avgust 1819, New York, Združene države Amerike, † 28. september 1891, New York.
Znan je po svojih pustolovskih romanih, predvsem romantizirani pripovedi o življenju v Polineziji Typee (1846) in pripovedi o kitolovcih Moby-Dick (1851), ki so ju navdihnile njegove lastne izkušnje. Razvil je samosvoj slog znotraj gibanja ameriške renesanse, za katerega so značilni kompleksni, a ritmični stavki, polni okrasja ter aluzij na biblične pripovedi, mite in filozofska ter likovna dela.

## Življenjepis
Rodil se je v dobro situirani družini bostonskega trgovca, a šolanja ni končal, saj mu je leta 1832 umrl oče in zapustil družino v finančnih težavah. Sprva se je zaposlil kot učitelj, leta 1839 pa je šel delat na trgovsko ladjo in naslednje leto na kitolovca Acushnet. V Boston se je vrnil leta 1844 po več letih pustolovskega življenja.
Svoje izkušnje je popisal v romanu Typee, ki je postal velika uspešnica, zato je leta 1847 izdal še nadaljevanje z naslovom Omoo. Prihodek mu je omogočil poroko z Elizabeth Shaw, ki je bila prav tako potomka ugledne bostonske družine. Njegova naslednja dela niso bila tako uspešna in mu niso prinesla finančne varnosti. Leta 1850 je preselil svojo rastočo družino na posestvo Arrowhead v Massachusettsu, kjer se je spoprijateljil s pisateljem Nathanielom Hawthorneom, kateremu je posvetil roman Moby-Dick. Filozofski Moby-Dick in njegov naslednji roman, gotski Pierre (1852), sta doživela hladen sprejem med občinstvom, ki je pričakovalo nove pustolovščine, s čimer se je končala njegova kariera avtorja uspešnic.
Izdal je še nekaj kratkih zgodb in roman The Confidence-Man (1857), ki je bil njegovo zadnje prozno delo. Tega leta je odpotoval v Anglijo in od tam po Bližnjem vzhodu, po vrnitvi v New York pa se je zaposlil kot carinski uslužbenec in se lotil poezije. Leta 1867 se je ustrelil njegov najstarejši sin Malcolm, domnevno je šlo za samomor. Melville je že prej kazal znake velike depresivne motnje in je pogosto popival, zaradi česar je močno nihalo njegovo razpoloženje. Njegova služba je bila zato veliko finančno in čustveno olajšanje za preostanek družine. Sčasoma se je njegova depresija umirila. V prostem času je napisal metafizičen ep Clarel: A Poem and Pilgrimage in the Holy Land, ki velja za najdaljšo pesnitev v angleškem jeziku, po smrti drugega sina Stanwixa leta 1886 pa se je upokojil.
Zadnjih 30 let življenja je bil v javnosti pretežno pozabljen. Šele njegova smrt leta 1891 je znova obudila zanimanje za njegovo delo, še bolj pa stoletnica njegovega rojstva (1919). Melvilleova dela so spet začeli komentirati kritiki, akademiki pa raziskovati njegovo življenje. Več teh del ima zdaj status klasikov ameriške književnosti.

## Izbor del
- Typee: A Peep at Polynesian Life (1846); slovensko Typee, prevedla Gitica Jakopin 1957 (COBISS)
- Omoo: A Narrative of Adventures in the South Seas (1847)
- Mardi: And a Voyage Thither (1849)
- Redburn: His First Voyage (1849)
- White-Jacket; or, The World in a Man-of-War (1850)
- Moby-Dick; or, The Whale (1851), slovensko
  - Beli kit, prevedel Gregor Koritnik 1943 (COBISS)
  - Beli kit, prevedla Mira Mihelič 1966 (COBISS)
  - Moby Dick, prevedli Lidija Novak, Tilen Jošar in Dušan Čater 1996 (COBISS), prenovljena izdaja 2016 (COBISS)
- Pierre: or, The Ambiguities (1852)
- Isle of the Cross (1853; neobjavljeno, zdaj izgubljeno)
- »Bartleby, the Scrivener« (kratka zgodba, 1853), slovensko »Bartleby, pisar : zgodba z Wall-Streeta«, prevedla Polona Glavan, objavljeno v reviji Problemi 2004 (COBISS) Dokument v dLib.
- The Encantadas, or Enchanted Isles (1854)
- »Benito Cereno« (novela, 1855)
- Israel Potter: His Fifty Years of Exile (1855)
- The Confidence-Man: His Masquerade (1857)
- Battle-Pieces and Aspects of the War (pesniška zbirka, 1866)
- Clarel: A Poem and Pilgrimage in the Holy Land (epska pesnitev, 1876)
- John Marr and Other Sailors (pesniška zbirka, 1888)
- Timoleon (pesniška zbirka, 1891)
- Billy Budd, Sailor (An Inside Narrative) (1891; nedokončana, prvič objavljena posthumno leta 1924), slovensko
  - Billy Budd, mornar, prevedla Alenka Moder Saje 1994 (COBISS)
  - Mornar Billy Budd, prevedla Saša Cigale in Dušan Čater 1997 (COBISS)